# Aeroportul Municipal Buckeye
Aeroportul Municipal Buckeye (IATA: BXK, ICAO: KBXK, FAA LID: BXK) este un aeroport din Arizona, Statele Unite ale Americii ce deservește zona Buckeye⁠(d). A fost numit după zona deservită.
Situat la o altitudine de 315 m, aeroportul dispune de 1 pistă.

## Infrastructură

### Piste
Aeroportul dispune de o singură pistă. Pista 17/35 are suprafața de asfalt și dimensiunile 5.500 picioare × 75 picioare. 